# Pedro Olivieri
Pedro Olivieri Casaretto (20 de març de 1892) va ser un futbolista i entrenador de futbol uruguaià.

## Carrera
Nascut a l'Uruguai. Va ser un jugador reconegut al seu país als anys vint. Després de la seva jubilació, va treballar com a entrenador de diversos clubs del seu país i de l'estranger. A més, va ser director tècnic de les seleccions de l'Uruguai i el Perú. El 1937, va ser entrenador del Nacional.